# ケイコ・フジモリ
ケイコ・ソフィア・フジモリ・ヒグチ（Keiko Sofía Fujimori Higuchi、スペイン語発音: [ˈkejko soˈfi.a fuxiˈmoɾi iˈɣutʃi]、日本名：藤森 恵子（ふじもり けいこ）、1975年5月25日 - ）は、ペルーの実業家、政治家。人民勢力党党首を務める。
ブラジルの建設企業オデブレヒトのスキャンダルに関与したと言われており、2020年1月現在も捜査が続けられている。

## 人物
ペルーの第91代大統領アルベルト・フジモリと、スサーナ・ヒグチの長女（第1子）としてリマに生まれる。1993年、米国に留学しニューヨーク州立大学ストーニブルック校に入学。その後、1997年にボストン大学を卒業。その後ペルーに帰国するが、2004年に再度渡米し、コロンビア大学コロンビア・ビジネス・スクール修了。学位はMBA。
1994年8月には、当時大統領職にあった両親が離婚したことを受け、母の代わりに19歳でファーストレディに指名された。ファーストレディとしての仕事は父が2000年に大統領職を罷免されるまで続けた。
2004年にコロンビア大学の同級生でイタリア系アメリカ人のマーク・ビラネラ（IBMコンサルタント）と結婚。2005年に再度ペルーに帰国。以後、本格的に政治活動を開始した。夫は2009年にペルー国籍を取得しアメリカとの多重国籍。
夫との間に二人の娘・キアラとカオリをもうけている。

## 政治活動

### 政界進出
2006年にペルーの総選挙に出馬したケイコは元大統領の娘という圧倒的な知名度を背景に、ひとつの選挙区としては過去最大の個人得票となる60万票あまりを集めて当選する。国会議員となった。この選挙で父アルベルトが率いる「未来同盟（Alianza por el Futuro）」は共和国議会の院内会派で第4党となり、ケイコはその主要メンバーとして活動した。
2009年にアルベルトが有罪となり禁固25年の判決が下ると、分裂していたフジモリ派の議員を糾合する中道右派の政党人民勢力党(Fuerza 2011)を立ち上げ、ケイコ自身はその党首となった。新党結成後「2011年の大統領選挙が真の意味で父の有罪・無罪を決める場になる」と発言し、2011年の大統領選挙への出馬を強く示唆した。
2006年に国会議員に当選して以来、ケイコの支持率は20%程度を常に維持しており、はやくから有力な次期大統領候補の一人と目されていた。ケイコ支持の背景には、1980年代のハイパーインフレを押さえ込んでペルー経済を立て直し、麻薬組織および左翼ゲリラによる国内の混乱を沈静化させ、貧困層への富の再分配を行った父アルベルトへの賞賛がある。そのため大統領選挙への立候補表明後は、服役中の父の功績を強調する戦術をとってきた。さらに当選すれば父親の恩赦を行うと公言することで、父アルベルトの支持者が多い貧困層から支持を得ることに成功した。しかし一方でペルー国内では、政権末期に憲法停止や人権抑圧を行ったアルベルトへの反発も強固に存在している。たとえばノーベル賞作家バルガス・リョサは「罪に問われ、収監されている独裁者の娘が当選したら国の破局だ。阻止するために、あらゆる手段をとる」と発言しているほか、「父親の恩赦以外に目立った政策がない」「恩赦は民主主義に反する」といった批判が、従来のペルー政治を支配してきた富裕層・保守層を中心に展開されている。父アルベルトの毀誉褒貶あい半ばする評価がそのまま、ケイコ・フジモリへの期待と反発に直結している格好である。なお、後述のとおり選挙戦後半からは父アルベルトを恩赦する考えはないと方針を改めている。

### 2011年ペルー大統領選挙
こうした情勢の中2011年4月10日に実施された大統領選挙で、ケイコ・フジモリは344万票あまりを獲得して2位となった。ペルーの大統領選挙では過半数を獲得する候補者がいない場合、上位2名による決選投票が行われる。そのため得票数で1位となった、左派で元陸軍中佐のオジャンタ・ウマラとの決選投票に進んだ。また、同日行われた総選挙でケイコ・フジモリ率いる「フエルサ2011」は共和国議会の会派として第2党に躍進した。
| 順位 | 候補者名                     | 所属政党（政党連合）         | 得票数（得票率）   |
| ---- | ---------------------------- | ---------------------------- | ------------------ |
| 1    | オジャンタ・ウマラ           | Gana Perú                    | 4,643,064(31.699%) |
| 2    | ケイコ・フジモリ             | Fuerza 2011                  | 3,449,595(23.551%) |
| 3    | ペドロ・パブロ・クチンスキー | Alianza por el Gran Cambio   | 2,711,450(18.512%) |
| 4    | アレハンドロ・トレド         | Perú Posible                 | 2,289,561(15.631%) |
| 5    | ルイス・カスタニェーダ       | Alianza Solidaridad Nacional | 1,440,143(9.832%)  |

決選投票は第一回選挙で3位以下になった主要候補の票の取り込みが焦点となった。
ウマラは2006年の大統領選挙では第一回投票で1位になりながら、決選投票で敗れている。ウマラは当時からベネズエラの大統領ウゴ・チャベスと盟友関係にあり、天然資源の国有化や政治腐敗の一掃、教育の無料化、憲法改正、メディア規制などの急進左派的な政策を強く打ち出すことで貧困層の票の取り込みに成功していた。そのためウマラに危機感を持った対抗陣営が決選投票ではそろって反対に回り、結果第一回投票で2位だったアラン・ガルシアが勝って大統領になった経緯がある。しかし2011年の大統領選挙ではウマラとチャベスの盟友関係は保たれているものの、懸念されていた天然資源の国有化などの資源ナショナリズム的な主張は口にしなくなり、鉱山企業への課税強化や、国内で産出される天然ガスの国内価格引き下げなどの穏健な政策へとシフトしている。しかし、ウマラが大統領になれば好調な経済を推進してきた経済政策が転換され「ペルーがベネズエラ化する」との警戒は経済界・富裕層を中心に根強く存在している。
2002年以降のペルーは豊富な埋蔵資源とその値上がりを背景に毎年4%以上の経済成長(2005年以降は6%超)を維持しており新興成長国の仲間入りを果たしつつある。この成長に伴って貧困問題は徐々に改善されつつあるものの、富裕層と貧困層の所得格差は急速に拡大している。また、それに歩調を合わせるように都市部と農村部でも経済的な格差が拡大。特に所得格差に対する不満が貧困層で増大しており、これがウマラやフジモリが躍進する要因のひとつとなった。その反対に、首都リマなど都市部の富裕層中間層の有権者からすれば、決選投票に残ったふたりは最も拒否感が強い存在とも言われ、選挙戦終盤になっても誰に投票するか決めていない有権者は全体の2割に達するとの推計が出ていた。
こうした状況の中、第一回投票で4位となったトレド元大統領は、古くからアルベルト・フジモリの政敵であったこともあり、早々にウマラ支持を表明した。3位で元首相のクチンスキーと、5位で元リマ市長のカスタニェーダは中道右派で、政策的には左派のウマラより自由主義経済・市場開放路線の継承を訴えるフジモリに近い。この2候補がフジモリ支持に回るための課題として言及した問題が、父アルベルトを恩赦することの是非だった。こうしてフジモリは父アルベルトを支持する層を納得させながら、恩赦によってアルベルトが政界に復帰することを警戒している保守層や中間層の支持を得なければならない難しい立場に追い込まれた。結局、第一回投票が近づく3月上旬頃から父の恩赦についてほとんど言及しなくなったフジモリは、第一回投票を経て、決選投票を前にした4月18日にはついに父の政治手法が強権的であったことを認め、「神に誓って父の赦免はしない」と明言するに至った。5月上旬のインタビューでも同様の考えを示している。しかし恩赦しないと表明したあとも「父は無実だと信じていますが、法には従います」として、父は無実であるとの考え自体は変えていない。また、地元メディアによると、フジモリは自身の当選後、憲法裁判所が「体制」の意を酌んで、父アルベルトを裁いた最高裁特別刑事法廷に裁判の見直しを命じ、その上で父の無罪を勝ち取るというシナリオを描いていたとされる。
アルベルトの恩赦を否定する発言をはじめた直後から、フジモリは支持率でウマラを急追しはじめた。第一回投票で8ポイントあった差は4月末の世論調査ではほぼ拮抗し、選挙戦中盤の5月上旬にはついにウマラを抜いて、ほとんどの世論調査で逆転した。しかしその後ウマラも巻き返し終盤までほぼ互角の状態が続いた。
接戦が続いた選挙戦は激しさを増し、ウマラ支持が強い南部の州では、遊説に訪れたフジモリに対し住民が石や卵を投げ付ける騒ぎまで起きた。またAP通信は選挙戦終盤の5月25日に、フジモリの夫マーク・ビラネラの父が、1992年及び2000年にあわせて約1万1000ドルを脱税したとして、罰金5000ドルなどの判決を受けていたと報じた。この報道に関してフジモリは事実関係を認めている。
これまでどちらの候補を支持するか態度を保留していたクチンスキーとカスタニェーダは、選挙戦終盤の5月下旬にフジモリに投票すると相次いで表明した。
決選投票は6月5日に行われ、ウマラが793万7704票(得票率51.449 %)を獲得。フジモリの749万647票(得票率48.551%)を僅差で上回り、ウマラの発した勝利宣言に対して「選挙結果を真摯に受けいれるとともに、ウマラ氏に心から祝いを申し上げる」と声明した。
なお、白票と無効票を合わせた数は103万票あまりで、全投票数の6.304％だった。。

### 2016年ペルー大統領選挙
2016年4月10日執行の大統領選挙で、フジモリは候補者の中で第一位の得票率をえた。しかし当選に必要な過半数に満たなかったため、得票率第二位のペドロ・クチンスキー元首相とのあいだで6月5日に決選投票が行われ、得票率49.87％でクチンスキーに破れた。

### 2021年ペルー大統領選挙
2021年4月11日執行の大統領選挙では得票率約13％で2位となり、1位で約19％のペドロ・カスティジョ（自由ペルー）と共に6月6日の決選投票に進んだ。
6月3日、リマ近郊の貧困地区で行った最終演説で、フジモリ派の主導権争いの末、人民勢力党を追放したケンジ・フジモリを登壇させて結束を演出した。
決選投票は大接戦となったがカスティジョに小差ながら終始リードを許す展開となり、6月15日に終了した開票作業の結果、フジモリは得票率49.875％にどとまり、同50.125％のカスティジョが勝利宣言を行った。しかしフジモリは選挙期間中から選挙に不正があったと主張しており、先立つ6月9日、フジモリ陣営は20万票について不正の疑いがあると終了し異議申し立てを行った。この申し立てもあり、選挙の最終的な当選者は1カ月以上も公式には発表されなかった。7月19日にフジモリが決選投票での敗北を認め、カスティジョの当選が確定した。

## オデブレヒト社のマネーロンダリング
メディアの報道によると、フジモリの党「Fuerza 2011」のホアキン・ラミレス（Joaquín Ramírez）事務局長は、米国の麻薬取締局（U.S. Drug Enforcement Administration）がマネーロンダリングの疑いで捜査中だったとされる。
フジモリの党が将来権力を握った時のための投資としてオデブレヒト社が贈賄を行なっていた疑惑がもたれ、調査されていることが報告された。マルセロ・オデブレヒト（Marcelo Odebrecht）は2016年大統領選挙での彼の役割を認めているが、フジモリは彼女に対するすべての疑惑を否定している。
2018年10月10日、フジモリはオデブレヒト社のスキャンダルとマネーロンダリングの疑惑を取り巻く調査の一環として、警察に拘束された。 彼女は控訴後の10月17日、勾留から解放された。しかし、直後の10月31日、リカルド・コンセプシオン・カルアンチョ判事はフジモリがリーダーを務める政党「人民勢力党（フエルサ・ポピュラール）」の調査の一環として、2011年の大統領選に絡んだオデブレヒト社からの120万ドル（約1億3500万円）のマネーロンダリング疑惑（オペレーション・カー・ウォッシュ）により、彼女に36ヶ月の予防勾留を命じた。リカルド判事はマネーロンダリングに関連する「犯罪組織」をフジモリが運営していた疑いがあり、逃亡する恐れもあるとしている。2018年11月1日、フジモリは女性刑務所（Anexo Mujeres Chorrillos）へと移送された。2019年11月29日に憲法裁判所の命令により釈放され、12月18日に政治活動の一時休止を表明した。汚職疑惑についての調査は続いており、検察は再度の予防拘束勾留を求めていたが、2020年1月28日、判事は再びフジモリの15カ月間の予防勾留を命じた。同年5月4日、新型コロナウイルス感染の危険があるため保釈された。2021年3月11日、検察はフジモリをマネーロンダリングなどの罪で起訴した。

## 関連人物
- アルベルト・フジモリ：父、政治家。ペルー共和国元大統領。
- サンチアゴ・フジモリ：叔父、ペルーの政治家、法律家
- スサーナ・ヒグチ：母、政治家。
- ケンジ・フジモリ：弟（アルベルトの第4子）。政治家。
- ラファエル・レイ：政治家。第2次ガルシア政権下で生産相、国防相。2011年大統領選挙のフジモリ候補の第1副大統領候補。
- ハイメ・ヨシヤマ：政治家。フジモリ政権下でエネルギー・鉱山相。憲政議会議長。2011年大統領選挙のフジモリ候補の第2副大統領候補。